# Nadace Agrofert
Nadace Agrofert je nadace založená 5. prosince 2011 v Praze společností AGROFERT, a. s. Předsedou správní rady nadace je Andrej Babiš, původně vlastník Agrofertu, od roku 2017 český premiér a osoba obmyšlená majetkem dvou svěřenských fondů koncernu Agrofert s názvy AB private trust I a AB private trust II.

## Vznik a účel nadace
Iniciátorkou vzniku nadace byla v roce 2011 tehdejší partnerka a později manželka Andreje Babiše Monika Herodesová. K registraci nadace došlo 5. prosince 2011, zhruba měsíc po vzniku iniciativy Akce nespokojených občanů (pozdějšího hnutí ANO 2011). Hlavním dárcem finančních prostředků Nadace je AGROFERT, a. s. Monika Babišová působí ve Správní a Vědecké radě nadace. Revizorkou nadace byla k lednu 2020 Petra Procházková, finanční ředitelka Agrofertu.
Svou činnost nadace realizuje převážně formou finančního příspěvku, přispívá především nekomerčním právnickým osobám na rozvoj jejich aktivit a na zlepšení jejich materiálně-technického vybavení a podmínek činnosti. Pomoc směřuje například dětem, seniorům, hasičům a uměleckým souborům.

## Zdroje financí
Když tehdejší ministr financí ve vládě Bohuslava Sobotky Andrej Babiš v letech 2013 a 2014 odkoupil od své společnosti korunové dluhopisy v objemu 1,5 miliardy korun a z jejich výnosů ve výši kolem 90 milionů korun ročně díky „kličce v zákoně“ neplatil žádnou daň, byla mu kritiky vytýkána nezákonnost či amorálnost takového kroku. Babiš v souvislosti s tím přislíbil, že částku 52 milionů korun za ušetřené daně (spočítáno do konce roku 2017) věnuje na charitu. Koncem března 2017 spustil tzv. „Výzvu 52 milionů“ a prostřednictvím transparentního účtu byly peníze rozdávány různým charitativním organizacím. Protože hrozilo, že ode dne vyhlášení tehdejších podzimních voleb by rozdělované prostředky mohly být započítány do zákonem limitovaných výdajů na předvolební kampaň, jeden den před vyhlášením voleb prezidentem Zemanem převedl Babiš dosud nerozdělený zbytek ve výši 24,3 milionu korun právě do Nadace Agrofert.
Andrej Babiš rovněž v březnu 2016 v návaznosti na vyšetřování kauzy Čapí hnízdo uvedl, že o částku odpovídající sporné evropské dotaci, tj. 50 milionů korun, navýší rozpočet Nadace Agrofert.
Ke konci roku 2019 nadace obdržela kumulativně od svého založení dary od jednotlivých společností koncernu Agrofert i jiných dárců v celkové výši 350 milionů korun.
Sám Babiš na Twitteru v dubnu 2020 uvedl, že od svého vstupu do politiky v roce 2013 odvedl do nadace ze svých příjmů z politiky, platů a diet celkem 10 milionů korun, celkově jako fyzická osoba jí podle vlastních slov do té doby daroval téměř 34,5 milionu Kč.

## Činnost nadace
K 5. výročí své existence nadace uvedla, že rozdala potřebným téměř 226 milionů korun. Poskytla například příspěvky pro 600 invalidních vozíků a dopomohla k bydlení více než sedmi stovkám osamělých rodičů s dětmi.
Podle výročních zpráv nadace rozdělila v uvedených letech tyto částky:
- 2013 – 28,3 mil. Kč
- 2014 – 23,0 mil. Kč
- 2015 – 29,3 mil. Kč
- 2016 – 112,2 mil. Kč
- 2017 – 124,9 mil. Kč
- 2018 – 91,0 mil. Kč

### Podpora rodičů samoživitelů
Monika Babišová se v nadaci zaměřila na pomoc rodičům samoživitelům, především matkám. Ministerský plat Andreje Babiše byl směřován do Fondu na podporu rodičů samoživitelů v nouzi, později sem začal být odváděn i jeho premiérský plat. K roku 2017 finanční pomoc obdrželo 1147 rodičů samoživitelů.

### Podpora dětí
Nadace věnovala na činnost Dětského centra Plzeň a plzeňské hospicové péče DOMOV celkem 300 000 korun.
V roce 2018 spolek Willík (spolek pro Williamsův syndrom) z grantového řízení získal příspěvek ve výši 30 000 Kč. Za finanční obnos byly nakoupeny pomůcky pro kognitivní rozvoj a podporu jemné a hrubé motoriky dětí trpících Williamsovým syndromem.
Nadace zaplatila nové dětské hřiště v Lišanech na Žatecku. Výstavba vyšla na 418 000 Kč.

### Podpora školských zařízení
Projekt Babička a dědeček do školky – nadace podpořila projekt obecně prospěšné společnosti Celé Česko čte dětem v osmi školkách (Praha, Brno, Zlín, Ostrava). V rámci projektu chodili senioři číst dětem příběhy do vybraných mateřských škol.
Fakultní Základní škola Táborská v Praze mohla díky nadaci poskytovat ve školním roce 2016/17 žákům zdarma sportovní kroužky. V roce 2020 obdržela od nadace dar ve výši 60 000 Kč.
Základní škola Neštěmická v Ústí nad Labem obdržela od nadace dar na nákup pomůcek pro handicapované žáky prvního stupně s těžkou vadou řeči (70 000 Kč).
Základní škola Gajdošova v Brně obdržela dar 81 000 Kč pro projekt Sportovní centra Nadace AGROFERT.

### Podpora hendikepovaných
Nadace podpořila projekt Rok spolu 2017 organizace Země lidí částkou 100 000 Kč.
Nadace podpořila také Domov pro osoby se zdravotním postižením v Čáslavi, který provozuje Diakonie Českobratrské církve evangelické. Domov byl rozdělen na dvě samostatné domácnosti. Nově vzniklá domácnost byla vybavena novou kuchyní, jídelnou, vybavením pokojů a společenskou místností.
Rehabilitačnímu centru JITROCEL v Olomouci nadace přispívá na nákup rehabilitačních pomůcek.
Organizace PASPOINT (nástupce Asociace pomáhající lidem s autismem) obdržela od nadace finanční dar ve výši 77 500 Kč. Částka byla využita na nákup materiálů k výrobě individuálně upravených pomůcek.
Atletický klub Olomouc – sekce zdravotně postižených pořádala za přispění nadace Silové soustředění tělesně postižených.
Jedličkův ústav v Praze dostal nový bezbariérový autobus uzpůsobený pro potřeby hendikepovaných.
Domov pro osoby se zdravotním postižením Bystřice nad Úhlavou obdržel dar ve výši 70 000 Kč na vybavení multisenzorickými pomůckami.

### Podpora sportovních organizací
Agrofert Run – seriál běžeckých závodů, výtěžek ze startovného putuje prostřednictvím Nadace Agrofert na podporu lokálních mateřských škol či sportovních organizací.

### Hudba do škol
Od roku 2017 nadace provozuje společný projekt s Českou filharmonií Hudba do škol, který si klade za cíl podpořit učitele hudební výchovy v jejich práci.

### Podpora domácí hospicové a paliativní péče
Nadace řadu let podporuje rozvoj domácí hospicové a paliativní péče v České republice. V říjnu 2019 bylo vypsáno grantové řízení na podporu mobilních hospiců, se svými žádostmi uspělo 30 organizací. Nadace mezi ně rozdělila 8,641 milionu Kč. Dotace směřovaly kupříkladu na krytí mezd zaměstnanců, zdravotnický materiál a vybavení či osobní automobily pro terénní práci.

### Podpora seniorů
Domov seniorů Dobříš obdržel dar 500 000 Kč k financování akcí pořádaných pro klienty a k dalším účelům.

### Podpora zdravotnických organizací
Nadace poskytla Thomayerově nemocnici finanční podporu 5 808 000 Kč na pořízení ultrazvukového přístroje s elastografií. K roku 2019 se jednalo se o jediné zařízení tohoto typu v České republice. Přístroj zjednoduší vyšetření širokého spektra onemocnění (trávicího traktu, onemocnění cév, štítné žlázy a srdce).

### Hasičský fond
V roce 2015 byl zřízen Hasičský fond Nadace Agrofert. Záměrem fondu je pomáhat profesionálním i dobrovolným hasičským sborům, organizacím a sdružením formou jednorázových finančních příspěvků (zejména na vybavení, stroje a na projekty a aktivity s nimi spojené). Fond je určen pro profesionální i dobrovolné hasiče. Poskytuje také finanční příspěvky na zachování hasičské historie a tradic, kam spadá například výroba a renovace hasičských praporů. Díky podpoře nadace se podařilo shromáždit finanční prostředky a zakoupit v roce 2018 pro zraněného hasiče z Hradce Králové speciální invalidní vozík.
Podpora pro Jihočeský kraj: SDH Doudleby – nové zásahové přilby (20 000 Kč). SDH Kardašova Řečice – přívěsný vozík (30 000 Kč). SDH Nadějkov – oprava cisterny (100 000 Kč). SDH Halámky – hadice a proudnice (50 000 Kč). Jednotka Budilov – vybavení zásahové jednotky.
Podpora pro Jihomoravský kraj: SDH Rájec – 118 000 Kč. SDH Žeravice – 24 442 Kč. SDH Šumná – 40 000 Kč a 50 000 Kč. Jednotka Žďánice – 70 000 Kč. SDH Březina – 100 000 Kč. SDH Křepice – 50 000 Kč.
Podpora pro Moravskoslezský kraj: SDH Metylovice – 20 000 Kč. SDH Bruzovice – 50 000 Kč. SDH Kateřinice – 33 999 Kč. SDH Slatina – 20 000 Kč. SDH Kopytov – radiostanice.
Podpora pro Královéhradecký kraj: SDH Dolní Kalná – 50 000 Kč. Obec Rudník – 40 000 Kč a SDH Rudník – 50 000 Kč. SDH Havlovice – 40 000 Kč. SDH Bezděkov nad Metují – 50 000 Kč. SDH Slatina nad Zdobnicí – 40 000 Kč. Hasičská mládež Houdkovice obdržela příspěvek na hasičské vybavení.
Podpora pro Zlínský kraj: SDH Vizovice – 56 761 Kč. Jednotka Valašské Meziříčí – 250 000 Kč. Jednotka Topolná – 40 000 Kč. SDH Kurovice – 50 000 Kč. SDH Karolín – 50 000 Kč. SDH Velký Ořechov – přívěsný vozík. SDH Napajedla – motorový člun a prostředky pro záchranné práce na vodě (téměř 70 000 Kč). SDH Šarovy – motorová pila a ochranná přilba.
Podpora pro Kraj Vysočina: Jednotka Lipnice nad Sázavou – 30 000 Kč. SDH Polnička – 25 000 Kč. SDH Štoky – 50 000 Kč. SDH Hněvkovice – 20 000 Kč. SDH Chotěboř – 200 000 Kč. Město Ždírec nad Doubravou – 40 000 Kč. SDH Černá – plovoucí čerpadlo.
Podpora pro Ústecký kraj: SDH Černčice – 50 000 Kč. SDH Hlinná – 60 000 Kč. Jednotka Roudnice nad Labem – 25 000 Kč.  SDH Žalany – 50 000 Kč. SDH Zabrušany – 50 000 Kč. SDH Braňany – 50 000 Kč. Město Kryry – 100 000 Kč. SDH Jílové – 50 000 Kč. SDH Malé Březno – 376 000 Kč. SDH Košťany a Střelná – nové vybavení pro výjezdovou jednotku.
Podpora pro Pardubický kraj: SDH Svítkov-Popkovice – 30 000 Kč.  SDH Staré Město – 150 000 Kč. SDH Luže – výstroj včetně přileb pro mladé hasiče.
Podpora pro hlavní město Prahu: SDH Praha 11-Chodov – 25 000 Kč. SDH Praha-Zličín – nové přilby.
Podpora pro Středočeský kraj: SDH Žilina – 17 650 Kč. SDH Liteň – 100 000 Kč. SDH Mančice – 100 000 Kč. SDH Pikovice – 50 000 Kč.  SDH Klášter Hradiště nad Jizerou – 40 000 Kč. SDH Žleby – 50 000 Kč. SDH Neratovice – 100 000 Kč. SDH Vestec – příspěvek na zvýšení akceschopnosti jednotky (60 000 Kč). SDH Lštění – 6 kusů hasičských přileb pro zásahovou jednotku. SDH Předměřice. SDH Bohdaneč – rekonstrukce hasičské stříkačky. SDH Uhlířské Janovice – automobilová cisterna. Jednotka Příbram – zásahové oděvy. SDH Hlubyně – sportovní hadice. Nadace také přispěla středočeským hasičům na terénní čtyřkolky.
Podpora pro Olomoucký kraj: SDH Dřevnovice – 50 000 Kč. SDH Třebčín – 20 000 Kč. SDH Niva – 40 000 Kč. SDH Radslavice – 30 000 Kč. SDH Kelčice – 25 000 Kč. SDH Loštice – 75 000 Kč.
Podpora pro Liberecký kraj: Integrovaná střední škola v Semilech – 50 000 Kč. SDH Rádlo – 85 882 Kč. SDH Stráž pod Ralskem – 200 000 Kč.
Podpora pro Plzeňský kraj: SDH Domažlice – vybavení pro trénink hasičů. SDH Mlečice – zásahové uniformy, kukly, rukavice, přilby.